# جدار جاف

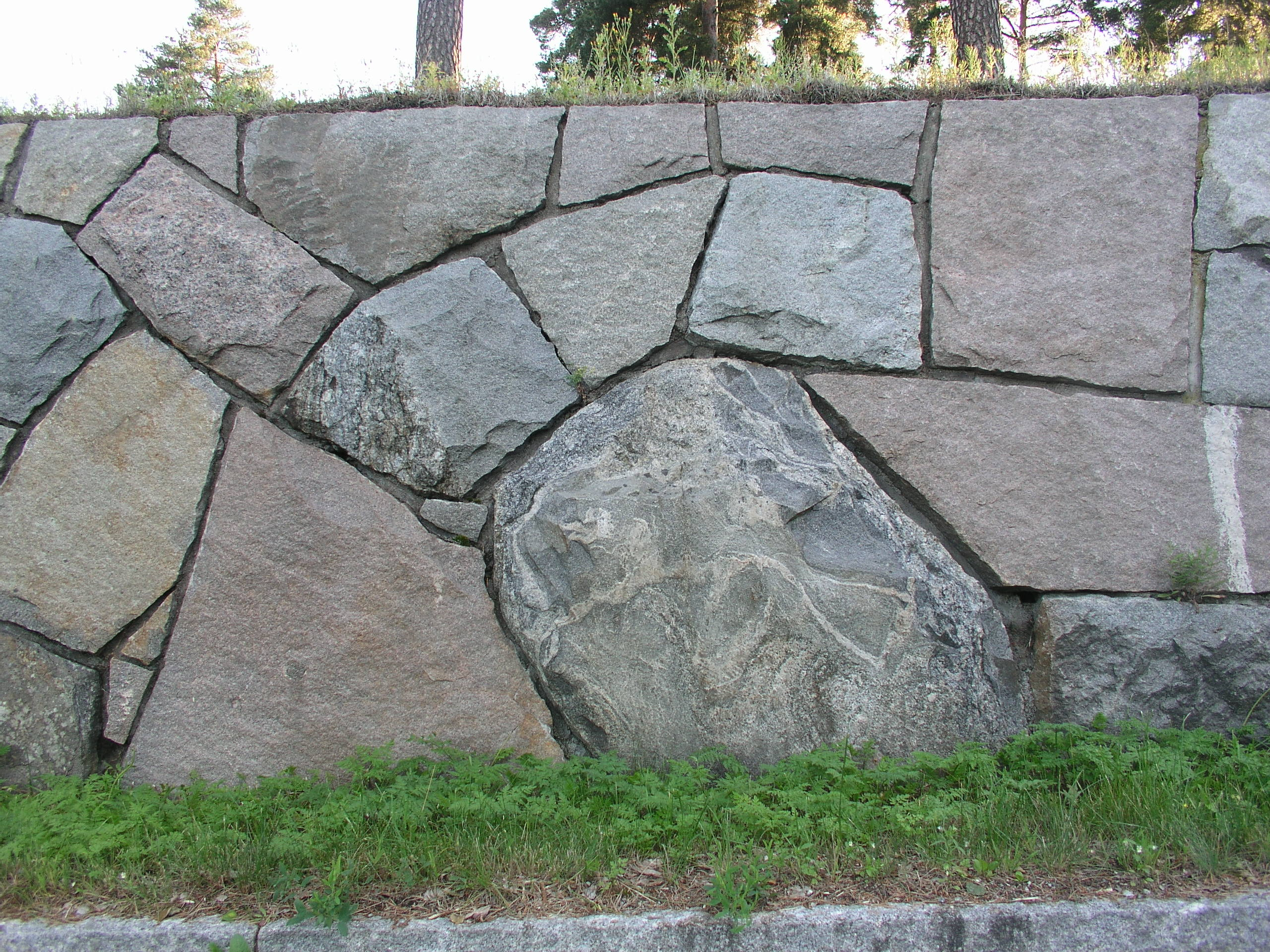

الجدار الجاف هو نوع معين من الجدار الذي تبنى من كتل من الحجارة التي توضع على بعضها البعض بشكل ملائم بدون استخدام أي مادة تلزيق (ملاط، معجون أو صمغ).